# 保安工業
保安工業株式会社（ほあんこうぎょう）は、かつて東京都に本店を置いていた、鉄道信号設備工事・道路施設工事・電気通信設備工事などを行う企業である。創業時の経緯から鉄道信号設備に強みを持ち、他に道路施設・電気通信設備を得意分野としていた。

## 沿革
- 1942年3月30日 鉄道機械信号工事の施工、測量 、設計、監理を主とする鉄道保安工業株式会社を設立。
- 1963年11月 東京証券取引所2部に上場。
- 1968年8月 社名を現在の「保安工業株式会社」に変更。
- 2008年4月23日 千歳電気工業と合併に関する基本合意を締結。
- 2008年11月13日 千歳電気工業との合併契約を締結。
- 2009年4月1日 千歳電気工業（同日日本リーテックに社名変更）に吸収合併。

## 事業所
- 本店
  - 東京都中央区日本橋本石町三丁目2番4号 共同ビル
- 支店　
  - 北海道・東北・中央・東京・新潟・中部・西日本
- 営業所
  - 札幌・釧路・青森・盛岡・仙台・秋田・郡山・水戸・高崎・大宮・千葉・東京・首都圏・関東・八王子・横浜・新潟道路・岐阜・静岡・名古屋・名古屋道路・京都・関西鉄道・神戸・倉敷・四国・九州
- 事務所
  - 福岡
- 工事所
  - 新潟
- 支所
  - 酒田・竜田・宇都宮・柏崎・長野・神奈川検修・福山
- その他　
  - 柏研修センター

## 事業内容
- 建設事業
  - 鉄道信号設備工事・道路施設工事・電気通信設備工事・その他建設工事全般
- 兼業事業
  - ケーブルの接続材料・鉄道標識・道路標識・道路標示・道路情報掲示板等の販売
- 不動産事業
  - 不動産の賃貸